# Жидкая Солянка
Жидкая Солянка — река в России, протекает в Саратовской области. Устье реки находится в 126 км по левому берегу реки Еруслан. Длина реки составляет 35 км. Площадь водосборного бассейна — 544 км².
Южнее села Комсомольское Краснокутского района, в 8,2 км от устья, в реку впадает приток — Солянка.
Населённые пункты на реке: Журавлёвка, Владимировка, Солянка, станция Тимофеево (линия Красный Кут — Александров Гай Приволжской железной дороги), Комсомольское.

## Данные водного реестра
По данным государственного водного реестра России относится к Нижневолжскому бассейновому округу, водохозяйственный участок реки — Еруслан от истока и до устья. Речной бассейн реки — Волга от верхнего Куйбышевского водохранилища до впадения в Каспий.
Код объекта в государственном водном реестре — 11010002012112100011175.